# Move (альбом Тхэмина)
Move — второй студийный альбом южнокорейского певца Тэмина. Был выпущен 16 октября 2017 года лейблом S.M. Entertainment при поддержке Genie Music. 10 декабря было выпущено переиздание Move-ing. Исполнительным продюсером альбома выступил основатель и директор S.M. Entertainment Ли Су Ман.

## Предпосылки и релиз
28 сентября 2017 года S.M. Entertainment выпустили официальное заявление, в котором анонсировали камбэк Тхэмина со вторым студийным альбомом Move, релиз которого назначен на 16 октября. 15 октября, за день до его выхода у Тхэмина прошёл первый сольный концерт в Корее, на который пришло 10 тысяч поклонников.
Альбом был выпущен 16 октября на различных музыкальных сайтах. Видеоклип на сингл «Move» был представлен в трёх версиях: обычной (с изменением локаций) и двух танцевальных (третий содержал в себе клип совместно с японским хореографом Кохару Сугавара). Также на альбоме был трек «Heart Stop», дуэт с Сыльги из Red Velvet, и корейская версия «Flame of Love».
10 декабря состоялся выход переиздания Move-ing с синглом «Day and Night».

## Синглы
```
«Моей целью было найти золотую середину, смешать как мужественную, так и женственную хореографию. Моя фигура как у любого танцора, не слишком мужеподобная, но при этом и не чересчур мускулистая, и я решил извлечь из этого пользу. Я думал, что смогу показать мягкие линии как движения танцоров балета, добавляя утончённость моей хореографии. Я хотел разрушить идею того, что должны показывать на сцене как мужчины, так и женские группы. Я действительно хотел всё это разорвать, показывая, что танец – одна из форм искусства»
```

Изначально «Move» не была главным синглом с альбомом, компания делала упор на би-сайд трек «Love». Однако Тхэмин выступил против, заявив, что эта песня не позволит ему показать свою истинную сущность. Он ставил перед собой цель разрушить гендерные стереотипы и ограничения в корейской музыке, поэтому работал с японским хореографом Кохару Сугаварой и женской танцевальной командой, чтобы поставить танец, показывающий его мягкую сторону и тем самым выходя за рамки привычных стандартов к-попа в целом.
Он также объяснил, почему выпустил три видеоклипа. Ему хотелось показать различные элементы хореографии, чтобы она казалась как выполнимой, так и невыполнимой; он также хотел сделать больший фокус на музыке, нежели на движениях. Тхэмин выступил с «Move» на Неделе моды в Сеуле, и его выступление было названо выдающимся моментом редактором W Magazine Тоддом Пламмером.

## Трек-лист
Все данные взяты с официального сайта S.M. Entertainment.
| №                   | Название                                    | Текст песни         | Музыка                                                          | Аранжировка                                                     | Длительность |
| ------------------- | ------------------------------------------- | ------------------- | --------------------------------------------------------------- | --------------------------------------------------------------- | ------------ |
| 1.                  | «Move»                                      | Со Чжи Ым           | Кёртис Ричардсон, Эйден Льюис, Анжелика Кинелу                  | Кёртис Ричардсон, Эйден Льюис, Анжелика Кинелу                  | 3:31         |
| 2.                  | «Love»                                      | Ли Су Ран           | Син Хёк, Джефф Льюис, Mrey, Royal Dive, Luket                   | Син Хёк, Mrey, Royal Dive                                       | 3:49         |
| 3.                  | «Crazy 4 U»                                 | Хван Ю Бин          | JinXJin, Deez, Джастин Стейн, Che Jamal Pope                    | JinXJin, Deez, Джастин Стейн, Che Jamal Pope                    | 3:35         |
| 4.                  | «Heart Stop» (совместно с Сыльги)           | JQ, Ким Чжин, Mola  | Чамил Чаммас, Левен Кали, Юлва Димберг, MZMC                    | Чамил Чаммас                                                    | 2:55         |
| 5.                  | «Rise» (이카루스; ikaruseu)                 | Ким Ин Хён          | Мэттью Тишлер, Фелиция Бартон, Аарон Бенвард                    | Мэттью Тишлер                                                   | 3:31         |
| 6.                  | «Thirsty»                                   | Мин Ён Чжэ          | Джозеф Фостер, Deez, Юлва Димберг, MZMC, Отта Дэвис Третий      | Джозеф Фостер, Deez                                             | 3:26         |
| 7.                  | «Stone Heart» (미로; miro)                  | Ли Су Ран           | Энджелин, Фредрик Хаггстам, Себастьян Ландберг, Джоан Густафсон | Энджелин, Фредрик Хаггстам, Себастьян Ландберг, Джоан Густафсон | 3:26         |
| 8.                  | «Back to You»                               | Со Чжи Ым           | Майк Вудс, Кевин Уайт, Эндрю Баззи, MZMC                        | Rice n' Peas                                                    | 3:37         |
| 9.                  | «Flame of Love» (Korean ver.) (bonus track) | Чо Юн Кён           | Юка Отсуки, Каната Окаджима, Андреас Оберг                      | Юка Отсуки, Каната Окаджима, Андреас Оберг                      | 3:51         |
| Общая длительность: | Общая длительность:                         | Общая длительность: | Общая длительность:                                             | Общая длительность:                                             | 31:52        |

| №   | Название                              | Текст песни           | Музыка                                               | Аранжировка           | Длительность |
| --- | ------------------------------------- | --------------------- | ---------------------------------------------------- | --------------------- | ------------ |
| 1.  | «Day and Night» (낮과 밤; najgwa bam) | Тхэмин                | Хван Хён (MonoTree), Тхэмин                          | Хван Хён (MonoTree)   | 3:13         |
| 2.  | «Snow Flower» (눈꽃; nunkkoch)        | Чон Чжун Иль          | Чон Чжун Иль                                         | Квон Ён Чан           | 4:34         |
| 3.  | «I'm Crying» (Korean ver.)            | Чо Юн Кён             | Юмико Окада, Grace Tones, Хайд Накамура, Кевин Кардж | Чу Дэ Кван (MonoTree) | 5:43         |
| 12. | «Hypnosis» (최면; choimyeon)          | Ли Чжи Ын, Ким Тэ Сон | Ким Ён Син, Ким Тэ Сон, 220                          | 13                    | 5:36         |

## Чарты
| Япония (Billboard)                 | 12 | 47 |
| Япония (Oricon)                    | 11 | —  |
| Япония (Западные альбомы) (Oricon) | 1  | —  |
| Южная Корея (Gaon Album Chart)     | 2  | 3  |
| США (Billboard World Albums Chart) | 3  | 11 |

| Япония (Oricon)                    | 49 | - |
| Япония (Западные альбомы) (Oricon) | 6  | - |
| Южная Корея (Gaon Album Chart)     | 6  | 7 |

## Награды и номинации
| Год  | Премия                  | Что номинировано | Номинация                               | Результат | Ссылка |
| ---- | ----------------------- | ---------------- | --------------------------------------- | --------- | ------ |
| 2017 | Mnet Asian Music Awards | «Move»           | Лучшее сольное танцевальное выступление | Победа    | [ 19 ] |
| 2018 | Korean Music Awards     | Move             | Лучший поп-альбом                       | Номинация | [ 20 ] |

## История релиза
| Издание  | Дата                 | Страна        | Формат               | Лейбл                          |
| -------- | -------------------- | ------------- | -------------------- | ------------------------------ |
| Move     | 16 октября 2017 года | Южная Корея   | CD Цифровая загрузка | S.M. Entertainment Genie Music |
| Move     | 16 октября 2017 года | По всему миру | Цифровая загрузка    | S.M. Entertainment             |
| Move-ing | 10 декабря 2017 года | Южная Корея   | Цифровая загрузка    | S.M. Entertainment             |
| Move-ing | 10 декабря 2017 года | По всему миру | Цифровая загрузка    | S.M. Entertainment             |
| Move-ing | 11 декабря 2017 года | Южная Корея   | CD                   | S.M. Entertainment Genie Music |